# Disporum shimadae
Disporum shimadae är en växtart i släktet Disporum och familjen tidlöseväxter. Arten är endemisk på Taiwan och beskrevs av Bunzo Hayata.